# QUCHIC
QUCHIC（开发代号：BB-22、SGT-32，化学名：1-(环己基甲基)-1H-吲哚-3-甲酸-8-羟基喹啉酯）是一种含氮有机化合物，化学式C
25H
24N
2O
2，属于人工合成的大麻素。